# Marina Anissina
Pour les articles homonymes, voir Anissina.
Marina Viatcheslavovna Anissina (russe : Марина Вячеславовна Анисина) (née le 30 août 1975 à Moscou, en Russie) est une danseuse sur glace russe et française, championne olympique en danse sur glace avec Gwendal Peizerat en 2002. Ensemble, ils remportent également un titre mondial et deux titres européens et possèdent de nombreuses autres médailles olympiques, mondiales et européennes. Elle est la fille de la patineuse Irina Tcherniaïeva et du joueur de hockey sur glace Viatcheslav Anissine. Son frère Mikhaïl Anissine est également hockeyeur professionnel.

## Biographie

### Carrière sportive

#### Débuts de carrière
Elle a, au début de sa carrière, patiné pour la Russie et eu comme partenaire Sergei Sakhnovski puis Ilia Averboukh. Avant que ce dernier ne la quitte pour faire équipe avec Irina Lobatcheva, ils ont remporté par deux fois le titre de champion du monde junior.
Désormais sans partenaire, Marina a recherché puis trouvé un nouvel équipier, Gwendal Peizerat avec lequel elle patine depuis 1993. Ils deviennent en 2002, le premier couple français à gagner l'or aux Jeux olympiques. Ils sont célèbres pour leur « porté inversé », où Marina porte Gwendal. Ils continuent depuis à faire des galas. Marina a été la chorégraphe du patineur américain Johnny Weir pour sa saison 2006–2007.
Anissina et Peizerat sont entraînés par Muriel Boucher-Zazoui.

#### 1998-2002: Des médailles mondiales et olympiques
S'ils présentent en 1994 pour leur première saison ensemble un flamenco, c'est sur le programme de Roméo et Juliette (au cours duquel Marina porte Gwendal à deux reprises) qu'ils vont décrocher en 1998 une médaille olympique. Ils sont en effet troisièmes juste devant les Canadiens Bourne/Kraatz qui patinaient sur un thème irlandais (et qui avaient l'habitude depuis quelques années de se placer devant Marina et Gwendal aux championnats du monde). Aux mondiaux 1998, ils finirent à la seconde place, juste derrière les Russes Anzhelika Krylova et son partenaire Oleg Ovsiannikov, Oksana Gritschuk et Ievgueni Platov ayant mis un terme à leur carrière.
La saison suivante (1999), ils reviennent avec un programme fantastique, "l'Homme au masque de fer" dans lequel Marina porte Gwendal en grand écart. Ils seront battus à deux reprises par les Russes malgré un soutien plus que marqué du public lors des championnats d'Europe puis du monde et les applaudissements de Tatiana Tarassova.
Ils deviennent enfin champions du monde l'année suivante à Nice sur Carmina Burana, devant les Italiens Barbara Fusar Poli et Maurizio Margaglio (à noter la 3e place des Lituaniens Drobiazko/Vanagas).
2001 fut une année assez difficile. À la suite d'une lourde chute à la fin de leur programme sur « la dernière nuit de Beethoven », ils perdent leur titre européen (au profit des Italiens). Ils seront deuxièmes des championnats du monde au Canada dans une compétition où le jugement aura suscité la polémique.
C'est en 2002 qu'ils mettent un terme à leur carrière après avoir remporté le titre olympique à Salt Lake City sur leur programme "I have a dream".

### Vie personnelle
Elle est mariée depuis le 23 février 2008 à Nikita Djigourda. Le 7 janvier 2009, leur premier enfant, un garçon du nom de Mick-Angel Christ est né tandis que leur second enfant, une fille prénommée Eva Vlada naît le 23 janvier 2010.

## Distinctions
- 1998 : Chevalier de l'Ordre National du mérite
- 2003 : Chevalier de la Légion d'Honneur

## Palmarès
Avec deux partenaires différents:
- Ilia Averboukh  (4 saisons : 1989-1993)
- Gwendal Peizerat  (9 saisons : 1993-2002)

| Compétition                   | 1990    | 1991    | 1992    | 1993    |  | 1994    | 1995    | 1996    | 1997    | 1998    | 1999    | 2000    | 2001    | 2002    |
| Jeux olympiques d'hiver       |         |         |         |         |  |         |         |         |         | 3e      |         |         |         | 1er     |
| Championnats du monde         |         |         |         |         |  | 10e     | 6e      | 4e      | 5e      | 2e      | 2e      | 1er     | 2e      |         |
| Championnats d'Europe         |         |         |         |         |  | 12e     | 5e      | 4e      | 4e      | 3e      | 2e      | 1er     | 2e      | 1er     |
| Championnats de France        |         |         |         |         |  | 2e      | 2e      | 1er     | 1er     | 1er     | 1er     | 1er     | 1er     | F       |
| Championnats du monde juniors | 1re     | 4e      | 1re     |         |  |         |         |         |         |         |         |         |         |         |
|                               |         |         |         |         |  |         |         |         |         |         |         |         |         |         |
| Grand Prix ISU                | 1989/90 | 1990/91 | 1991/92 | 1992/93 |  | 1993/94 | 1994/95 | 1995/96 | 1996/97 | 1997/98 | 1998/99 | 1999/00 | 2000/01 | 2001/02 |
| Finale du Grand Prix          |         |         |         |         |  |         |         | 3e      | 3e      | 3e      | 2e      | 1re     | F       | 2e      |
| Skate America                 |         |         |         |         |  |         | 2e      |         |         |         | 1re     |         |         |         |
| Skate Canada                  |         |         |         |         |  |         |         | 2e      | 2e      |         |         |         | 1re     |         |
| Coupe d'Allemagne             |         |         |         |         |  |         | 1er     |         |         | 2e      |         |         |         |         |
| Trophée de France             |         |         |         |         |  | 3e      | 1re     | 2e      | 1re     | 2e      | 1re     | 1re     | 1re     | 1re     |
| Trophée NHK                   |         |         |         |         |  |         |         | 1re     | 2e      |         | 1re     | 1re     | 1re     | 1re     |
| Légende : F = Forfait         |         |         |         |         |  |         |         |         |         |         |         |         |         |         |

## Musiques
- Saison 1996-1997 :

Danse originale : Docteur Petiot (Tango)
Danse libre : Ahla Leila
Exhibitions : Kazatchok
- Saison 1997-1998 :

Danse originale : Snatch & Grab it (Jive)
Danse libre : Roméo et Juliette
Exhibitions : Con te partiro
- Saison 1998-1999 :

Danse originale : Valse mascarade / My sweet and tender beast (Valse)
Danse libre : L'Homme au masque de fer
Exhibitions : Con te partiro
- Saison 1999-2000 :

Danse originale : Musique latine
Danse libre : Carmina Burana
Exhibitions : L'Homme au masque de fer / Con te partiro / Danse mon Esmeralda
- Saison 2000-2001 :

Danse originale : More (Quick-Step, Foxtrot)
Danse libre : La dernière nuit de Beethoven
Exhibitions : Danse mon Esmeralda / Suzanna
- Saison 2001-2002 :

Danse originale : Malaguena, Tango de Guell (Flamenco, Tango)
Danse libre : Liberta
Exhibitions : Suzanna